# Rajka Anđelić Maslovarić
Rajka Anđelić Maslovarić je hrvatska pjesnikinja iz Jelse na otoku Hvaru. Pjesme piše na čakavskom narječju mjesta Jelse, a dijelom na književnom hrvatskom jeziku. Živi u Biogradu.
Pjesme piše otkad se umirovila. Čestom je sudionicom pjesničke manifestacije Susret čakavskih pjesnikinja otoka Hvara.
Tema njenih pjesama je u svezi s davno proživljenim danima života.

## Djela
- Škura o cakla, zbirka pjesama, 1998.
- Zagrljaj s dugom, zbirka čakavskih haiku pjesma, 2002.